# Reina Yokoyama
Pour les articles homonymes, voir Yokoyama.
Reina Yokoyama (横山玲奈, Yokoyama Reina, née le 22 février 2001 à Saitama au Japon) est une chanteuse et danseuse japonaise du Hello! Project, membre du groupe de J-pop Morning Musume depuis 2017[réf. nécessaire].

## Biographie
Reina Yokoyama intègre à 14 ans en 2016 le Hello! Pro Kenshuusei, structure formant les futures chanteuses du Hello! Project. En fin d'année, le 12 décembre 2016, lors d'une tournée de Morning Musume, elle est officiellement présentée au public comme nouvelle membre de la "13e génération" du groupe, aux côtés d'une autre élève du Hello! Pro Kenshuusei, Kaede Kaga.
Elle rejoint le groupe de manière effective le 1er janvier 2017, alors qu'il est renommé "Morning Musume '17" pour l'année. Elle sort son premier disque avec lui en mars suivant, le single Brand New Morning / Jealousy Jealousy.

## Discographie

### Avec Morning Musume
Singles
- 8 mars 2017 : Brand New Morning / Jealousy Jealousy
- 4 octobre 2017 : Jama Shinaide Here We Go! / Dokyū no Go Sign / Wakaindashi!
- 13 juin 2018 : Are you happy / A gonna
- 24 octobre 2018 : Furari Ginza / Jiyuu na Kuni Dakara / Y Jiro no Tochuu
- 12 juin 2019 : Jinsei Blues / Seishun Night
- 22 janvier 2020 : KOKORO&KARADA / LOVEpedia / Ningen Kankei No way way
- 16 décembre 2020 : Junjou Evidence / Gyuu Saretai Dake na no ni
- 8 décembre 2021 : Teenage Solution / Yoshi Yoshi Shite Hoshii no / Beat no Wakusei
- 8 juin 2022 : Chu Chu Chu Bokura no Mirai / Dai Jinsei Never Been Better! / I WISH
- 21 décembre 2022 : Swing Swing Paradise / Happy birthday to Me!
- 25 octobre 2023 : Suggoi FEVER! / Wake-up Call~Mezameru Toki~ / Neverending Shine
- 14 août 2024 : Nandaka Sentimental na Toki no Uta / SaiKIYOU

Digital Singles
- 3 novembre 2017 : Ai no Tane (20th Anniversary Ver.) (Morning Musume 20th)
- 30 novembre 2017 : Gosenfu no Tasuki
- 28 janvier 2018 : Hana ga Saku Taiyou Abite

Albums
- 6 décembre 2017 : 15 Thank You, Too
- 31 mars 2021 : 16th ~That's J-POP~
- 27 novembre 2024 : 'Professionals-17th

Mini-album
- 7 février 2018 : Hatachi no Morning Musume (Morning Musume 20th)

Compilation
- 20 février 2019 : Best! Morning Musume 20th Anniversary